# پراگا-پوونوتس
پراگا-پوونوتس (به لهستانی:  Praga-Północ) یک منطقهٔ مسکونی در لهستان است که در ورشو واقع شده‌است. پراگا-پوونوتس ۱۱٫۴ کیلومتر مربع مساحت و ۶۸٬۶۹۹ نفر جمعیت دارد.